# Paroisse de Lincoln (Nouveau-Brunswick)
Pour les articles homonymes, voir Lincoln.
La paroisse de Lincoln est à la fois une paroisse civile et un ancien district de services locaux (DSL) canadien du comté de Sunbury, située au sud du Nouveau-Brunswick. Le DSL comprend en fait une partie seulement de la paroisse civile, le reste étant inclus dans le DSL de Rusagonis-Waasis. La paroisse de Lincoln comprend également les autorités taxatrices de Nevers Road et de Park Garden. Dans le cadre de la réforme de la gouvernance locale du 1er janvier 2023, le territoire du DSL a été réparti entre la cité de Fredericton et la ville d'Oromocto.

## Toponyme
Le nom Lincoln fut probablement donné par la famille Glasier, des Loyalistes originaires de Lincoln, au Massachusetts.

## Géographie

### Situation
La paroisse de Lincoln se trouve dans le comté de Sunbury, à 10 kilomètres de route au sud-est du centre-ville de Fredericton et à 100 km au nord-ouest de Saint-Jean. La paroisse est bordée au nord par le fleuve Saint-Jean.
La paroisse de Lincoln est limitrophe d'Oromocto au sud-est, de Rusagonis-Waasis au sud et de Fredericton au nord-ouest. La paroisse de Maugerville se trouve sur la rive opposée du fleuve, au nord.

### Hameaux et lieux-dits
La paroisse comprend le seul hameau de Lower Lincoln. Lincoln est désormais compris dans la cité de Fredericton.

## Histoire
Le domaine de Gooldsborough est fondé par des colons originaires de la Nouvelle-Angleterre. Le domaine de Morrisania est accordé en 1767 à Charles Morris et colonisé par des gens de la Nouvelle-Angleterre mais surtout, le long des berges, par des Loyalistes arrivés après 1783. En 1783, le territoire comprenant la paroisse de Burton, Oromocto, Rusagonis-Waasis et la paroisse de Lincoln compte 42 familles anglaises. Ce sont surtout des Loyalistes, ils s'établissent le long des berges et leurs descendants fondent les hameaux de l'arrière-pays.
L'école élémentaire Lower Lincoln est inaugurée en 1963.
La municipalité du comté de Sunbury est dissoute en 1966. La paroisse de Lincoln devient un district de services locaux en 1967.

### Plébiscite
À la suite d'une étude de faisabilité, un plébiscite est organisé par le ministère des Gouvernements locaux du Nouveau-Brunswick sur la constitution du DSL en village. Lors du vote, tenu le 13 mai 2013, la population s'est montrée opposée à la proposition.
| Questions | Oui | Non |
| --- | --- | --- |
| Question en français : Êtes-vous en faveur de la constitution du District de services locaux (DSL) de la paroisse de Lincoln en un village, telle que proposée dans le sommaire du rapport de faisabilité du mois d'avril 2013? Question en anglais : Are you in favour of the establishment of the Local Service District (LSD) of the Parish of Lincoln as a village, as proposed in the summary of the feasibility report of April 2013? | 262 | 893 |

## Démographie
| 2001  | 2006  | 2011  | 2016  |
| ----- | ----- | ----- | ----- |
| 5 548 | 5 764 | 6 458 | 7 177 |

## Économie
Entreprise Fredericton, membre du Réseau Entreprise, a la responsabilité du développement économique.

## Administration

### Commission de services régionaux
La paroisse de Lincoln fait partie de la Région 11, une commission de services régionaux (CSR) devant commencer officiellement ses activités le 1er janvier 2013. Contrairement aux municipalités, les DSL sont représentés au conseil par un nombre de représentants proportionnel à leur population et leur assiette fiscale. Ces représentants sont élus par les présidents des DSL mais sont nommés par le gouvernement s'il n'y a pas assez de présidents en fonction. Les services obligatoirement offerts par les CSR sont l'aménagement régional, l'aménagement local dans le cas des DSL, la gestion des déchets solides, la planification des mesures d'urgence ainsi que la collaboration en matière de services de police, la planification et le partage des coûts des infrastructures régionales de sport, de loisirs et de culture; d'autres services pourraient s'ajouter à cette liste.

### Chronologie municipale

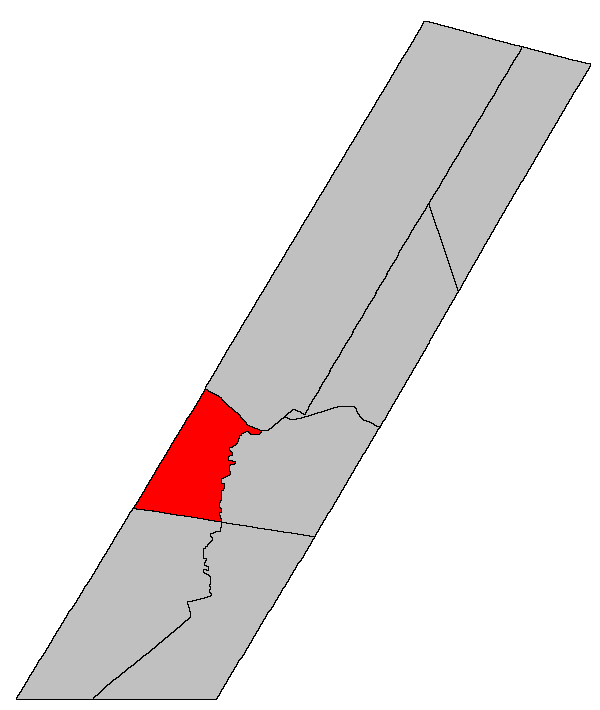
Situation sur une carte des paroisses civiles du comté de Sunbury (certains DSL et municipalités ne sont donc pas montrés).

### Représentation et tendances politiques
Nouveau-Brunswick : Lincoln fait partie de la circonscription provinciale de Fredericton-Lincoln, qui est représentée à l'Assemblée législative du Nouveau-Brunswick par Craig Leonard, du Parti progressiste-conservateur. Il fut élu lors de l'élection générale de 2010.
 Canada : Lincoln fait partie de la circonscription fédérale de Fredericton. Cette circonscription est représentée à la Chambre des communes du Canada par Keith Ashfield, du Parti conservateur.

## Vivre dans la paroisse de Lincoln
L'école élémentaire communautaire Lower Lincoln accueille les élèves de la maternelle à la 5e année. C'est une école publique anglophone faisant partie du district scolaire #17.
Le DSL est inclus dans le territoire du sous-district 10 du district scolaire Francophone Sud. Les écoles francophones les plus proches sont à Fredericton et Oromocto alors que les établissements d'enseignement supérieurs les plus proches sont dans le Grand Moncton.
L'église St. Francis of Assisi est une église catholique romaine faisant partie du diocèse de Saint-Jean. Le bureau de poste et le détachement de la Gendarmerie royale du Canada le plus proche est à Oromocto.
Les quotidiens anglophones sont le Telegraph-Journal, publié à Saint-Jean, et The Daily Gleaner, de Fredericton. Les francophones bénéficient quant à eux du quotidien L'Acadie nouvelle, publié à Caraquet et de l'hebdomadaire L'Étoile, de Dieppe.

## Culture

### Personnalités
- John Glasier (1809-1894), marchand et homme politique, né à Lincoln ;
- Robert Duncan Wilmot (1809 - 1891), lieutenant-gouverneur du Nouveau-Brunswick, décédé à Lincoln ;
- John McNeil Wilmot (1775-1847), homme d'affaires, homme politique et juge, mort à Lincoln.